# Strandgatan, Visby
Strandgatan är en av de äldsta gatorna i Visby och går från Slottsparken i söder och fram till botaniska trädgården i norr.

## Historik
Strandgatan var huvudgatan i det medeltida Visby och löpte längs hamnen.

## Byggnader
- Visby börs
- Residenset i Visby
- Gamla Residenset, Visby
- Gamla Apoteket
- Donnerska huset
- Wisby Hotell
- Burmeisterska huset
- Liljehornska huset

## Bilder

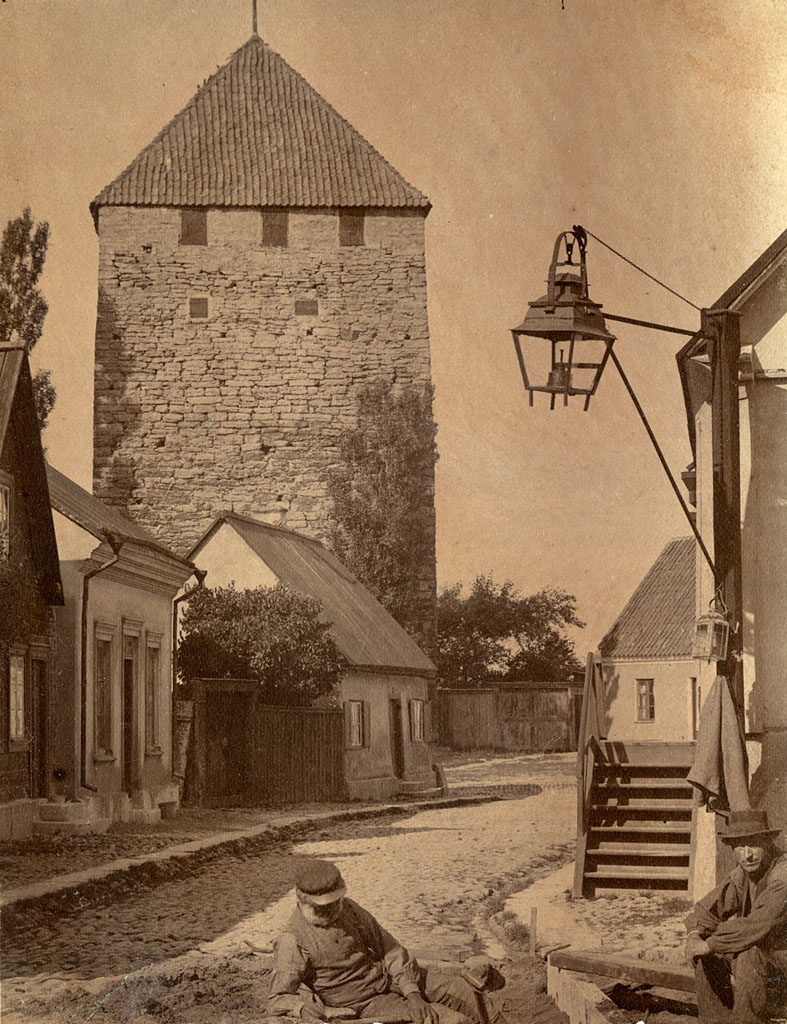
Strandgatan mot Kruttornet på 1880-talet.
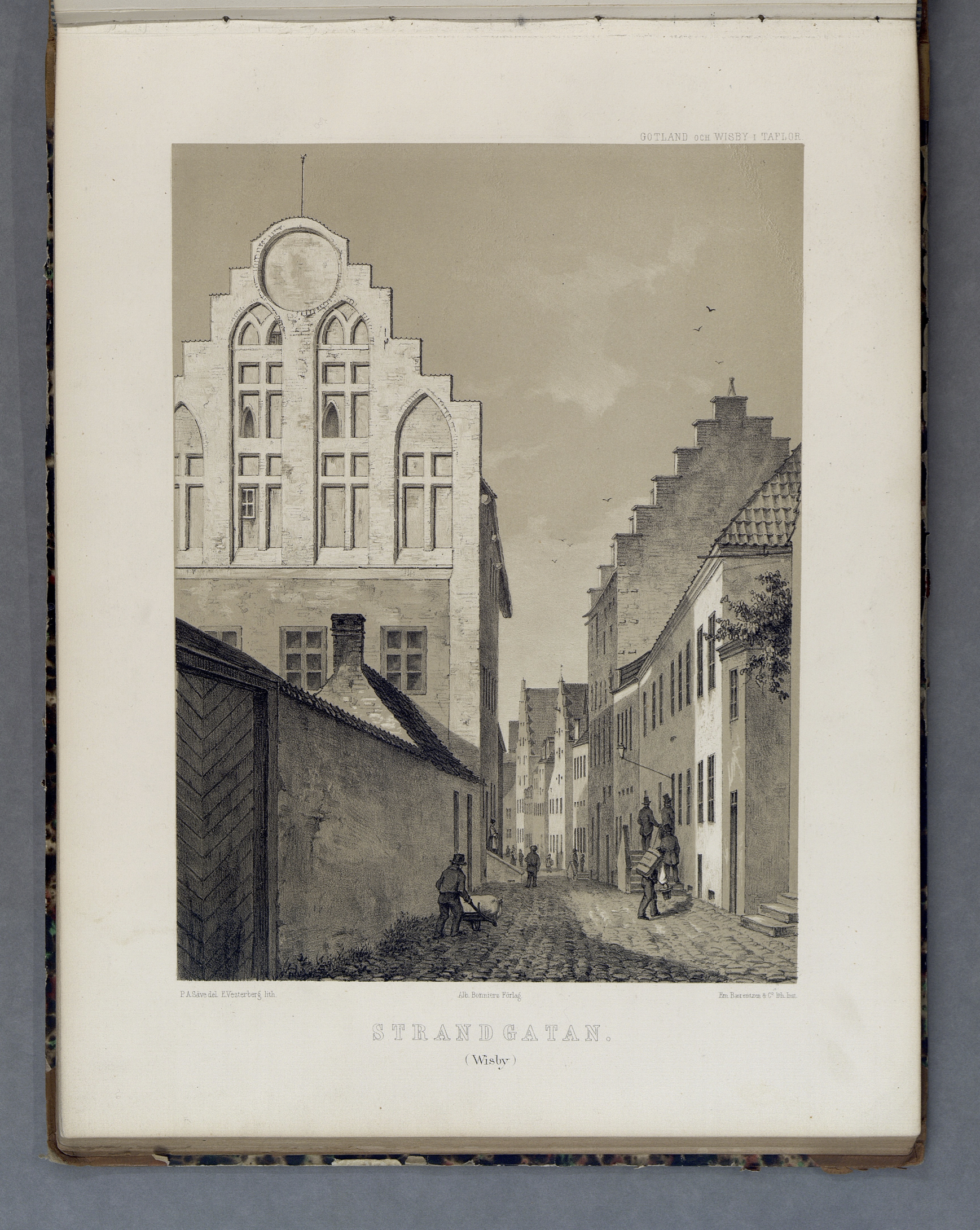
Strandgatan 1858.